# かながわ西湘農業協同組合
かながわ西湘農業協同組合（かながわせいしょうのうぎょうきょうどうくみあい）は、神奈川県小田原市鴨宮に本店を置く農業協同組合。小田原市、南足柄市、足柄上郡中井町、大井町、松田町、山北町、開成町、足柄下郡箱根町、真鶴町及び湯河原町を管轄地域としている。JAかながわ西湘ともいう。組合員数：32,698名、職員数：569名（2016年（平成28年）現在）。

## 沿革
- 2006年（平成18年）9月1日 - 小田原市農業協同組合とあしがら農業協同組合が合併してかながわ西湘農業協同組合が設立される。

## 店舗
- 本店（鴨宮本部（小田原市鴨宮）・開成本部（開成町吉田島））、久野支店、足柄支店、富水支店、桜井支店、豊川支店、下府中支店、酒匂支店、上府中支店、下曽我支店、曽我支店、下中支店、片浦支店、大窪支店、国府津支店、早川支店、湯河原支店、湯河原中央支店、鍛冶屋支店、まなづる支店、真鶴駅前支店、箱根支店、仙石原支店、大井支店、相和支店、中井支店、井ノ口支店、松田支店、山北支店、清水支店、南足柄支店、岡本支店、和田河原支店、岩原支店、福沢支店、開成支店

## 事業
- 信用事業（JAバンク）…信用事業の金融機関コードは5147。
- 共済事業（JA共済）
- 経済事業…販売事業・購買事業
- 指導事業
- 介護保険事業

## マスコットキャラクター
西湘きんじろう
設立5周年を記念して、当地区郷土の偉人であり、協同組合の思想に深い関わりのある二宮尊徳翁の幼少期がモデルに作成された。

## 関連会社
- JAかながわ西湘不動産株式会社
- JAかながわ西湘葬祭株式会社